# Felix Leiter

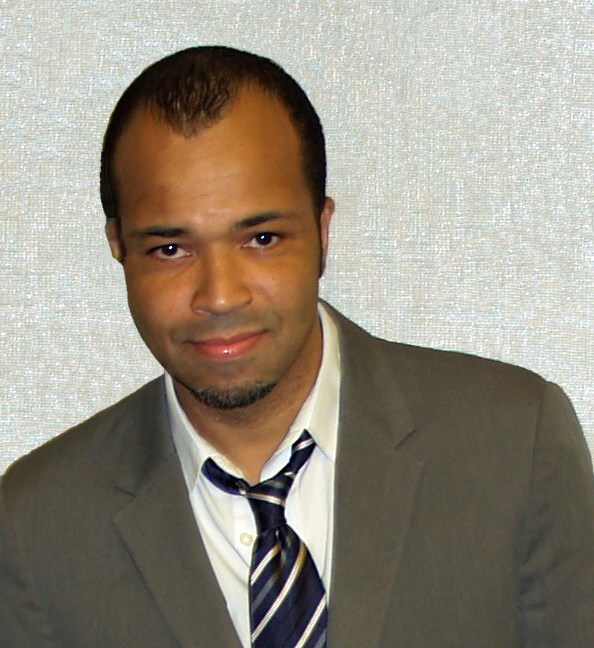
Jeffrey Wright. Interpretó a Felix Leiter en 2006, 2008 y 2021.

Felix Leiter es un personaje de ficción creado por Ian Fleming de las novelas y películas de James Bond. En ambas series, Leiter trabaja para la CIA, y ayuda a Bond en varias de sus misiones. En algunas novelas Leiter se une a la Agencia de Detectives Pinkerton y en la película Licencia para matar es transferido a la DEA.
En la adaptación de 1954 de Casino Royale, protagonizada por Barry Nelson como el agente de la CIA Jimmy Bond, su compañero es el agente del Servicio Secreto Británico, Clarence Leiter, encarnado por el actor australiano Michael Pate.

## Biografía en las novelas
Felix Leiter hace su primera aparición en el mundo de James Bond en la primera novela, Casino Royale. Es un exmiembro de la Marina de los Estados Unidos de América, que trabaja para la CIA en la estación de París. En Vive y deja morir, Leiter es arrojado a una pecera con tiburones por los hombres de Mr. Big y pierde un brazo y una pierna. Como consecuencia, es inhabilitado por la CIA, quien le da la opción de hacer trabajos de escritorio, a lo que él rehúsa, yéndose a trabajar a la Agencia de Detectives Pinkerton. En Operación Trueno Leiter es nuevamente llamado por la CIA durante la crisis. Él continua en la CIA y desarrolla un mayor protagonismo en la novela final de Fleming, El hombre de la pistola de oro, donde es enviado para ayudar en la destrucción del sindicato liderado por Francisco Scaramanga.
Después de que John Gardner se hiciera cargo de escribir las novelas de Bond, Leiter hace apariciones ocasionales. En la novela For Special Services aparece la hija de Leiter, Cedar Leiter, quien también es agente de la CIA (y otra de las conquistas de Bond), mientras que en Win, Lose or Die, el presidente de los Estados Unidos George Bush (haciendo una rápida aparición en la novela), menciona que trabajó con Leiter cuando era director de la CIA.
Leiter también tiene apariciones en algunas novelas de Raymond Benson, como en The Facts of Death, donde ayuda en gran manera a Bond en una misión en Texas, y en Doubleshot. Benson algunas veces describe a Leiter usando una silla de ruedas eléctrica, en referencia a la deterioración de sus piernas producto del ataque de tiburón, pero Leiter aún es capaz de caminar con la ayuda de un perro. Leiter tiene una novia de ascendencia hispana, Manuela, desde que Gardner la incluyó.

## Biografía en las películas
En las películas, Leiter es agente de la CIA en todas sus apariciones excepto en Licencia para matar donde trabaja para la DEA.
Los cinematográficos Bond y Leiter se conocen en Dr. No, la primera película de la serie. La versión fílmica de Vive y deja morir no contiene el incidente del tiburón, y Leiter sigue intacto para ayudar a Bond posteriormente. Sin embargo, el incidente con el tiburón tiene lugar en Licencia para matar cuando es servido como alimento a un tiburón por el villano Franz Sanchez. El Leiter cinematográfico sólo pierde una pierna hasta llegar a la rodilla, y tiene un brazo seriamente lastimado. A pesar de eso, Leiter sobrevive. Su esposa, Della, es asesinada por los hombres de Sanchez. Estas atrocidades llevan a Bond en una búsqueda de venganza, que es el tema central de la película.

## Actores
Se había decidido que después de Dr. No, Jack Lord, el primer actor en encarnar a Leiter oficialmente, no volvería a hacerlo por miedo a que su popularidad rebasara o ensombreciera al Bond encarnado por Sean Connery. Como resultado, Leiter participa en varias películas pero encarnado por varios actores. Como consecuencia, Leiter no tuvo el nivel que otros personajes como M, Q o Moneypenny. En total, Leiter aparece en nueve películas, encarnado por ocho actores diferentes, de diferentes edades, apariencia física y hasta raza; Leiter fue encarnado por un actor afroamericano en la película no oficial, Nunca digas nunca jamás y actualmente está representado por Jeffrey Wright (también afroamericano) en la película Casino Royale y Quantum of Solace
David Hedison y Jeffrey Wright son los únicos actores que han encarnado a Leiter más de una vez. Hedison fue contratado en Licencia para matar habiendo hecho el papel en Vive y deja morir. Se decidió que debido a los eventos que ocurrirían en la película, se necesitaría a alguien que ya hubiera desarrollado el papel.
Actores que han encarnado a Felix Leiter en las películas (en orden de aparición):

### Oficiales
- Jack Lord (Dr. No - 1962)
- Cec Linder (Goldfinger - 1964)
- Rik Van Nutter (Operación Trueno - 1965)
- Norman Burton (Diamantes para la eternidad - 1971)
- David Hedison (Vive y deja morir - 1973)
- John Terry (007 alta tensión - 1987)
- David Hedison (Licencia para matar - 1989)
- Jeffrey Wright (Casino Royale - 2006)
- Jeffrey Wright (Quantum of Solace - 2008)
- Jeffrey Wright (Sin tiempo para morir - 2021)

### No oficiales
- Michael Pate (Casino Royale - 1954) - como Clarence Leiter
- Bernie Casey (Nunca digas nunca jamás - 1983)

- Datos: Q1779543